# Relación de Boltzmann
En un plasma, la relación de Boltzmann relaciona la densidad de electrones ne con el potencial del plasma φpl mediante la siguiente expresión:
ne = n0 exp(eφpl/kBTe)
La referencia para el potencial se toma en una posición en la que la densidad de electrones es n0.
Se puede demostrar la relación, tomando el punto de vista de una partícula, igualando la densidad de estados con la densidad física y aplicando el factor de Boltzmann.
Alternativamente, se la puede demostrar a partir de la ecuación de fluido para los electrones, igualando la densidad de fuerza debida al gradiente de presión de electrones, suponiendo a los electrones isotérmicos, {\displaystyle -k_{B}T_{e}\nabla n_{e}}, con la densidad de fuerza debida al campo eléctrico en la densidad de carga del electrón, {\displaystyle n_{e}e\nabla \phi _{pl}}.
En muchos problemas de la física de plasma, no resulta útil calcular el potencial eléctrico a partir de la ecuación de Poisson porque las densidades de electrones e iones se desconocen a priori, y aun si se las conociera, porque a causa de la cuasi neutralidad la densidad de carga neta es la pequeña diferencia entre dos magnitudes grandes, que son las densidades de carga de electrones e iones. Si se conoce la densidad de iones y las suposiciones también son válidas, se puede calcular el potencial eléctrico de manera simple a partir de la relación de Boltzmann.